# Villossanges
Villossanges (até 2020: Villosanges) é uma comuna francesa na região administrativa de Auvérnia-Ródano-Alpes, no departamento Puy-de-Dôme. Estende-se por uma área de 31,71 km². Em 2010 a comuna tinha 373 habitantes (densidade: 11,8 hab./km²).